# Dobromysł
Dobromysł — staropolskie imię męskie. Składa się z członu Dobro- („dobry”) i -mysł („myśleć”, „myśl”). Mogło oznaczać „dobry w myśleniu”, lub ewentualnie „mający dobre myśli”. Imię Dobromysl występuje także w językach: czeskim, serbskim, chorwackim, słoweńskim i połabskim. Istniał także odpowiednik znaczeniowy tego imienia w sanskrycie: Su-mati- („miej/mający dobrą myśl”, czyli „bądź mądry”); człon su- oznacza „dobrze, dobry”. Staropolskie zdrobnienia: Dobry, Dobrak, Dobran, Dobrota (masc.), Dobrzej, Dobrzyna (masc.), Dobra (masc.), Dobral, Dobrasz, Dobrek, Dobrko, Dobroch, Dobroj, Dobrona (masc.), Dobronia (masc.), Dobronisz, Dobroń, Dobrost, Dobrosta (masc.), Dobrosz, Dobrosza (masc.), Dobroszek, Dobroszka (masc.), Dobrotczan, Dobrotka (masc.), Dobruj, Dobrul, Dobrusz, Dobruszka (masc.), Dobrył(ek), Dobryłko, Dobrzesz, Dobrzęta, Dobrzych, Dobrzynica, Dobrzysz, Dobrzyszek, Dobrzyszko, Doch, Dochel, Dosz, Doszek, Doszko.
Istniała również rozszerzona forma tego imienia — Dobromysław.
Dobromysł imieniny obchodzi 22 stycznia.
W innych językach:
- język rosyjski — Добромысл